# Brutil Hosé
Brutil Fridarius Hosé (Willemstad, 9 oktober 1979) is een voormalig Curaçaos profvoetballer. Als centrum- of schaduwspits speelde hij tijdens zijn profcarrière voor Ajax, De Graafschap, Haarlem, Sparta Rotterdam, FC Dordrecht, Poseidón Néon Póron, Sarawak FA en Al-Wakrah. Tussen 2006 en 2013 kwam Hosé uit in het Nederlands amateurvoetbal, waar hij speelde bij Haaglandia, Leonidas en RVV Blijdorp.Tegenwoordig speelt hij bij ABC-positief (Power League) in Rotterdam. Als international kwam hij uit voor het Nederlands-Antilliaans voetbalelftal.

## Biografie
Opgegroeid op Curaçao speelde Hosé met kokosnoten en zelfgemaakte ballen. Op twaalfjarige leeftijd vertrok hij na het verlies van zijn moeder samen met zijn broertje naar zijn zussen in Den Helder, waar hij twee jaar bij HRC speelde en daarna nog een jaar bij WGW. Bij die laatste club werd hij door Ajax gescout en geplaatst in de B1. Nadat Ajax A1 in de jaargang 1997/1998 kampioen was geworden van de A-Junioren Eredivisie met spelers als Andy van der Meyde, Cedric van der Gun, Tim de Cler, Michael Lamey, Kevin Bobson en Mitchell Piqué werd er veel van deze spelers verwacht. Ook werd er met 6-0 gewonnen van de leeftijdsgenoten van FC Barcelona en met 7-0 van Manchester United. Hans Westerhof, voormalig hoofd opleidingen van Ajax, noemde Brutil Hosé ooit "het grootste talent van Ajax sinds jaren". Hosé maakte dat seizoen 39 doelpunten en stond als spits van dit succesvolle jeugdelftal al snel in het middelpunt van de belangstelling.
Hosé maakte zijn Ajax debuut in 1998 tijdens de wedstrijd Ajax - PSV (2-2) op 15 november 1998, maar maakte zijn eerste doelpunt pas een jaar later op 28 november 1999 AZ - Ajax (1-2). Dit is illustrerend voor de carrière van Hosé, die eigenlijk nooit aan de hoge verwachtingen heeft kunnen voldoen.
Al kwam hij qua fysiek (1,82 meter, 79 kilogram) misschien niet veel overeen met Patrick Kluivert, werd hij wel al snel met hem vergeleken. De druk van deze vergelijking, de mediabelangstelling en naar verluidt een gebrek aan discipline, verhinderden een definitieve doorbraak bij Ajax. Co Adriaanse opperde daarom in 2001 de suggestie om Hosé samen met Kevin Bobson te verhuren aan Haarlem, omdat hij in tweeënhalf seizoen slechts zeventien wedstrijden speelde en daarin slechts drie doelpunten maakte. Hosé weigerde in de Eerste Divisie te spelen en werd daarom verhuurd aan De Graafschap (drie wedstrijden, nul doelpunten in een halfjaar). Hiermee was de maat bij Ajax vol en verhuisde hij de volgende jaargang (2001/2002) wel naar Haarlem. Ook daar werd zijn aanwezigheid niet op prijs gesteld en daarom speelde hij dat hele jaar een schamele acht wedstrijden waarin hij nog wel twee keer wist te scoren. Vervolgens werd hem door de directie verteld dat hij mocht vertrekken. In het seizoen 2002/03 speelde hij bij Sparta Rotterdam in de Eerste Divisie (zestien wedstrijden en scoorde hij acht doelpunten) in wat wel het beste jaar van zijn korte carrière beschouwd mag worden. Het jaar daarop (2003/2004) verhuisde hij opnieuw. Dit keer naar FC Dordrecht (zeventien wedstrijden, drie doelpunten). In 2004/2005 kwam hij uit voor Poseidón Néon Póron in de Beta Ethniki in Griekenland, maar die club kende problemen en ging uiteindelijk failliet. Nadat hij er in december 2004 niet in slaagde een contract te bedingen bij Red Bull Salzburg eindigde zijn profcarrière al zeer vroeg op 25-jarige leeftijd.
Vanaf oktober 2005 kwam Hosé uit voor amateurclub Haaglandia in Rijswijk, een team dat onder leiding stond van oud-profvoetballer John de Wolf. Al speelde Hosé daar maar vijf officiële wedstrijden (onder andere door een schorsing van zes wedstrijden) wist hij wel een goede indruk achter te laten. Zo goed zelfs dat hij in februari 2006 een aanbieding kreeg vanuit de Verenigde Arabische Emiraten. De KNVB verleende hem een proflicentie en zo kwam hij terecht bij Al-Wakrah. Via een avontuur bij Sarawak FA in Maleisië kwam Hosé in 2006 terug in Nederland en speelde weer bij Haaglandia in de Hoofdklasse. Hij voetbalde daar drie jaar, was belangrijk voor het team en kon er vrijuit spelen.
In 2009 stapte hij over naar RKSV Leonidas uit Rotterdam. Als ervaren voetballer werd hij door trainer John Hoeks benoemd tot aanvoerder. In zijn eerste seizoen 2009/10 promoveerde het team direct vanuit de Eerste Klasse naar de Hoofdklasse. Aan het begin van het seizoen daarop verdraaide Hosé zijn knie bij een mistrap. Twee jaar lang kon hij niet voetballen. In 2012 keerde hij terug naar Haaglandia om daar met een hersteltrainer intensief te gaan werken. Zijn knie kon het voetbal op niveau niet meer aan. Hosé speelde nog bij RVV Blijdorp in de vierde klasse, alvorens zijn voetbalcarrière te beëindigen.

## Clubstatistieken
| Seizoen | Club                 | Duels | Goals | Competitie     |
| ------- | -------------------- | ----- | ----- | -------------- |
| 1998/99 | Ajax                 | 5     | 0     | Eredivisie     |
| 1999/00 | Ajax                 | 4     | 1     | Eredivisie     |
| 2000/01 | Ajax                 | 8     | 2     | Eredivisie     |
| 2000/01 | De Graafschap        | 3     | 0     | Eredivisie     |
| 2001/02 | Haarlem              | 8     | 2     | Eerste divisie |
| 2002/03 | Sparta Rotterdam     | 16    | 8     | Eerste divisie |
| 2003/04 | FC Dordrecht         | 17    | 3     | Eerste divisie |
| 2004/05 | Poseidon Nuon Perron | 9     | 0     | Beta Ethniki   |
| 2005/06 | Haaglandia           | 5     | 2     | Hoofdklasse    |
| 2005/06 | Al-Wakrah            | ?     | ?     | Qatari League  |
| 2006/07 | Haaglandia           | 26    | 4     | Hoofdklasse    |
| 2007/08 | Haaglandia           | 26    | 8     | Hoofdklasse    |
| 2008/09 | Haaglandia           | 24    | 5     | Hoofdklasse    |
| 2009/10 | RKSV Leonidas        | 22    | 11    | Eerste klasse  |
| Totaal  | Totaal               | 173   | 46    |                |